# TB Eickel
TB Eickel war der Name von zwei ehemaligen Sportvereinen aus Wanne-Eickel. Die erste Fußballmannschaft des TB 12 Eickel spielte ein Jahr in der damals zweitklassigen II. Division West, während die Fußballer des TB 54 Eickel sechs Jahre lang in der Verbandsliga Westfalen spielten.

## Geschichte

### TB 12 Eickel
Der erste Verein namens TB Eickel wurde im Jahre 1912 auf Initiative der Eickeler Bürgerschaft gegründet. Wenige Wochen später traten die Fußballer des Vereins Spiel und Sport Eickel dem TB bei, nachdem ihnen die Spielfläche entzogen worden war. Der TB 12 Eickel spielte in den 1930er Jahren in der zweitklassigen Bezirksklasse und wurde 1939 Vizemeister hinter dem MBV Linden 05. Im Jahre 1948 gelang der Aufstieg in die damals zweitklassige Landesliga Westfalen, wo sich die Mannschaft als Tabellenvierter für die neu geschaffene II. Division West. Dort erreichte die Mannschaft in der Saison 1949/50 den zehnten Platz. Am 10. Dezember 1950 fusionierte der TB 12 Eickel mit dem SV Preußen Wanne zu den Sportfreunden Wanne-Eickel. Der Zusammenschluss erfolgte aus finanziellen Gründen und stieß bei den TB-Mitgliedern auf Ablehnung.

### TB 54 Eickel
Nach internen Querelen zwischen den aus den Stadtteilen Wanne und Eickel stammenden Mitgliedern spaltete sich im Jahre 1953 der TB 54 Eickel von den Sportfreunden Wanne-Eickel ab, der sich auf die Tradition des TB 12 Eickel berief. Während die Sportfreunde sportlich bis in die Kreisklasse abstürzten, konnte der TB 54 nach vier Aufstiegen in Folge im Jahre 1961 die damals drittklassige Verbandsliga Westfalen erreichen. Dort geriet der Aufschwung jedoch ins Stocken und die Mannschaft pendelte zwischen Mittelmaß und Abstiegskampf. Der Verein brachte mit Hans-Jürgen Bradler einen deutschen Amateur-Nationalspieler hervor, während Harry Bohrmann und Hans Schumacher zu Bundesligaspielern wurden. Am 5. Oktober 1969 wurde auf Betreiben des Bauunternehmers Robert Heitkamp der DSC Wanne-Eickel gegründet, dem sich der TB 54 Eickel am gleichen Tag anschloss.